# 蘇瓦爾基亞

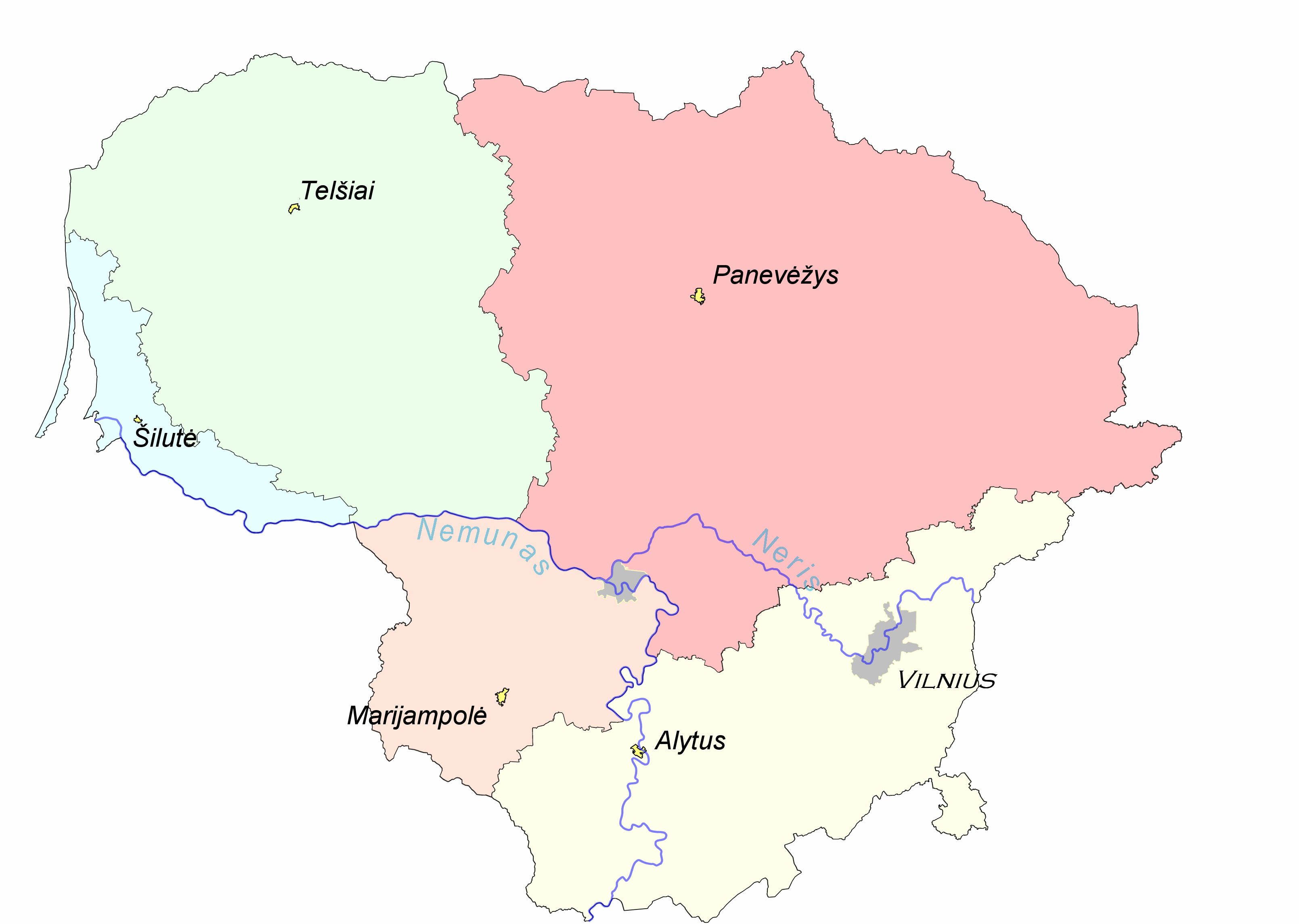
淺橙色部分是苏瓦尔基亚

苏瓦尔基亚，又称为苏杜瓦，是立陶宛的五個傳統區域之一，也是五個地理區域中最小的一區，非正式首府是馬里揚波列。苏瓦尔基亚位於尼曼河以南，是前維爾卡維什基斯主教的領地。在歷史上，苏瓦尔基亚曾是波蘭的一部分。苏瓦尔基亚從未有過自己的獨立政治實體，現在也不是一個正式的行政區劃，但仍然是19至20世紀初立陶宛民間文化的研究重點。在蘇聯時期，許多立陶宛文化消失，但苏瓦尔基亚是立陶宛文化保存較好的地區。